# Andrew Lloyd
Andrew Lloyd, född 14 februari 1959, är en friidrottare från Australien. Han deltog vid olympiska sommarspelen 1988.